# Bir El Arch
Bir El Arch (în arabă بئر العرش) este o comună din provincia Provincia Sétif, Algeria.
Populația comunei este de 24.995 locuitori (2008).